# نبرد اسماعیلیه
نبرد اسماعیلیه (انگلیسی: Battle of Ismailia) نبردی که در آخرین مراحل جنگ یوم کیپور، طی ۱۸ تا ۲۲ اکتبر ۱۹۷۳، بین ارتش مصر و نیروهای دفاعی اسرائیل در جنوب شهر اسماعیلیه، در کرانه غربی کانال سوئز در مصر، رخ داد. خود این نبرد به عنوان بخشی از عملیات بزرگتر ارتش اسرائیل، ابیرای-لو، در تلاشی برای تصرف اسماعیلیه و در نتیجه قطع خطوط لجستیکی و تدارکاتی بیشتر ارتش دوم میدانی مصر در آن سوی کانال سوئز، صورت گرفت.
ارتش اسرائیل با شکستن سرپل تازه تأسیس خود در غرب کانال در انتهای شمالی دریاچه تلخ بزرگ، حمله‌ای را از دِوِرسویر به سمت اسماعیلیه آغاز کرد. نیرویی ترکیبی از چتربازان و کماندوهای مصری در یک نبرد تأخیری شرکت کردند و تحت فشار فزاینده پیاده‌نظام و زرهی ارتش اسرائیل، به مواضع دفاعی در شمال عقب‌نشینی کردند. تا ۲۲ اکتبر، آنها آخرین خط دفاعی، از جمله مواضعی در امتداد کانال اسماعیلیه را اشغال کردند. اگرچه تعدادشان کمتر بود، اما آخرین تلاش اسرائیل برای تصرف شهر را دفع کردند.  سپس آتش‌بس سازمان ملل متحد برقرار شد و نبرد به پایان رسید. مصری‌ها در دفاع از اسماعیلیه به یک پیروزی تاکتیکی و استراتژیک دست یافتند و محاصره نیروهای بزرگ خود را در ساحل شرقی کانال سوئز متوقف کردند و خطوط تدارکاتی خود را باز نگه داشتند.